# Casanay
Casanay – miasto w Wenezueli, w stanie Sucre.